# 藤原町 (三重県)
藤原町（ふじわらちょう）は、かつて三重県員弁郡に存在した町。
2003年12月1日に、員弁郡北勢町、員弁町、大安町と合併し、いなべ市になり廃止した。

## 地理

### 隣接していた自治体
- 三重県
  - 員弁郡 北勢町
- 岐阜県
  - 養老郡 上石津町
- 滋賀県
  - 神崎郡 永源寺町
  - 犬上郡 多賀町

## 歴史
- 1955年（昭和30年）4月3日 - 東藤原村・西藤原村・白瀬村・立田村・中里村が合併して藤原村が発足。
- 1967年（昭和42年）4月1日 - 藤原村が町制施行して藤原町となる。
- 2003年（平成15年）12月1日 - 北勢町・員弁町・大安町と合併していなべ市が発足。同日藤原町廃止。

## 公共施設
- 藤原町民文化センター
  - 図書館

### 学校
中学校
- 藤原中学校

小学校
- 東藤原小学校
- 西藤原小学校
- 白瀬小学校
- 立田小学校
- 中里小学校

## 交通

### 鉄道
- 三岐鉄道
  - 三岐線：東藤原駅 - 西野尻駅 - 西藤原駅

### 道路
一般国道
- 国道306号
- 国道365号

三重県道
- 主要地方道
  - なし
- 一般県道
  - 岐阜県道・三重県道107号時下野尻線
  - 三重県道601号本郷志礼石線
  - 三重県道606号鼎田辺線
  - 三重県道607号畑毛本郷線
  - 三重県道614号篠立下野尻線
  - 三重県道615号西野尻垣内線

## 名所・旧跡・観光スポット・祭事・催事
- 山口城
- 藤原岳